# Caso H. L. v. Matheson
H. L. v. Matheson (1981), foi um caso de direito ao aborto da Suprema Corte dos Estados Unidos, segundo o qual um estado pode exigir que um médico informe os pais de uma adolescente antes de realizar um aborto ou enfrentar penalidade criminal.